# ジョセフ・アッタマー
ジョセフ・ラーウェー・アッタマー（英語: Joseph Larweh Attamah、1994年5月22日 - ）は、ガーナのサッカー選手。ガーナ代表。ポジションはDF。

## クラブ歴
ガーナ・プレミアリーグのテマ・ユースFCで選手となった。2014年8月にTFF1.リグのアダナ・デミルスポルに移籍。2016年にスュペル・リグのイスタンブール・バシャクシェヒルFKに移籍。

## 代表歴
U-20代表として2013 FIFA U-20ワールドカップに参加し1得点を記録した。
A代表初出場は2017年9月1日の2018 FIFAワールドカップ・アフリカ3次予選のコンゴ共和国代表戦であった。